# Ар-Серги, Вячеслав Витальевич
Вячеслав Витальевич А́р-Серги́ (настоящая фамилия — Сергеев; 5 апреля 1962, д. Новая Казмаска, Удмуртская АССР, РСФСР) — удмуртский и русский поэт, прозаик, эссеист, драматург, киносценарист и переводчик. Народный писатель Удмуртской Республики (2003).  Лауреат премии Правительства Удмуртской Республики в области литературы (2016). Почётный гражданин Завьяловского района Удмуртской Республики (2020), Лауреат Государственной премии Удмуртской Республики (2023).

## Биография
Вячеслав Ар-Серги родился 5 апреля 1962 года в деревне Новая Казмаска Завьяловского района Удмуртской АССР. Отец, Виталий Степанович, работал электриком; мать, Афанасья Федоровна, — рядовой колхозницей. В семье было четверо детей.
После Новоказмасской средней школы в 1979 году Вячеслав поступил на филологический факультет Удмуртского государственного университета и в 1984 году окончил его.
Литературный дебют Вячеслава Ар-Серги состоялся в школьные годы — первый рассказ опубликован в газете «Советской Удмуртия». Первая отдельная книга рассказов была издана в издательстве «Удмуртия» в 1986 году.
В 1984—86 гг. — служба в Советской армии (КТуркВО). Далее Вячеслав Ар-Серги работал в газетах, на радио и в журнале «Кизили» («Звёздочка») — главным редактором.
В 1989 году удмуртский писатель был принят в Союз писателей СССР. В 1990–1992 гг. учился на Высших литературных курсах Литературного института им. М. Горького в семинаре Виктора Розова. В 1990-е годы работал сценаристом в киностудии «Кайрос» (Фонд Ролана Быкова), после чего полностью перешёл на профессиональную писательскую работу.
Публиковался в «Литературной газете», «День литературы», «Известия Удмуртской Республики»; в журнале «Дружба народов», «Луч», «Кенеш» и др.
Вячеслав Ар-Серги — автор более 50 книг прозы и поэзии, изданных в Удмуртии, других регионах России и за её пределами. Его произведения переведены на татарский, английский, французский, польский, марийский и чувашский языки. Также его перу принадлежат киносценарии (в их числе киносценарий первого удмуртского художественного фильма «Тень Алангасара» («Кайрос», 1992 г.)), более десяти пьес, поставленных на профессиональной сцене, исполненных на радио и телевидении, и несколько сотен статей-выступлений в СМИ, посвящённых литературным, общественным, национально-культурным и др. вопросам.
Для детей Вячеслав Ар-Серги издал сборник рассказов «Душеспи» (1992), повесть «Пичи пи но Полкан» (2005); пьесы и сценки были напечатаны в журнале «Кизили». Некоторые произведения писателя включены в учебные программы школ и вузов Удмуртской Республики.
Языки литературного творчества Вячеслава Ар-Серги — удмуртский и русский. Хорошо владеет татарским языком, перевёл несколько татарских произведений на удмуртский язык.
Входил в редакционные советы журналов «Дружба народов» и «Луч».
Живёт и работает в Ижевске.

## Признание
25 мая 2022 года в Казмаске прошёл литературный митинг, посвящённый присвоению сельской библиотеке имени народного писателя Удмуртии Вячеслава Ар-Серги. В мероприятии приняли участие глава Завьяловского района Константин Русинов и другие официальные лица.

## Книги
выборочно:
- 1986 — «Жыт куараос» (книга прозы на удм. яз.)
- 1988 — «Лыдъя, лыдъя, кикые» (книга прозы на удм. яз.)
- 1992 — «Душепси» (Сборник рассказов для детей на удм. яз.)
- 1993 — «Тулкымъёс вылын пыжед» (книга прозы на удм. яз.)
- 1997 — «Таяз ярдурын...» (сборник стихов на удм. яз.)
- 1998 — «Сквозь очищающий огонь» (сборник стихов в переводе на рус. яз. В. Емельянова)
- 2000 — «Лемлет гондыръёс = И плакало небо…»  (2000, перевод на рус. яз. А. Демьянова и В. Болтышева)
- 2001 — «Облаков застывшие следы = Пилем синвуаське сяськаосын» (перевод на рус. яз. В. Емельянова)
- 2003 — «Ноктюрн» (книга прозы на удм. яз.)
- 2004 —  «Rendez — vous. Условленная встреча = Rendez — vous. Чаклам пумиськон» (сборник стихов в переводе на рус. яз. В. Емельянова)
- 2005 — «Пичи пи но Полкан» (книга прозы на удм. яз.)
- «По долгу службы». Очерки. — Ижевск: Удмуртия, 2005.
- 2006 — «Засечки на тамге» (сборник стихов)
- «Андрей Тарханов – поэт земли Югорской» / эскизы к портрету/. - Ханты-Мансийск – Курган, «Зауралье», 2006.
- 2007 — «Дубрава на Луне» (сборник стихов)
- «Путешествие с поэтом Робертом Миннуллиным из Казани в Уфу и обратно». Эссе.  Казань, «Идел-Пресс», 2008.
- «Завьялово — территория будущего». Очерки о земляках, почетных гражданах района. – Ижевск, Полиграфкомбинат, 2007.
- 2009 — «Астры в снегу…» (сборник стихов; пред. Л. Аннинского)
- «Никифор Корнилов. (1894 — 1976)». Очерк. —  Ижевск, библиотека газ. «Известия УР», 2009.
- «Иван Соловьев. (1902 — 1930)». Очерк. — Ижевск, библиотека газ. «Известия УР», 2009.
- «Иван Михеев. (1876 — 1937)». Очерк. — Ижевск, библиотека газ. «Известия УР», 2009.
- «Иван Дядюков. (1896 — 1955)». Очерк. — Ижевск, библиотека газ. «Известия УР», 2009.
- «Айво Иви. (1892 — 1963)». Очерк. — Ижевск, библиотека газ. «Известия УР», 2009.
- «Александр Эрик. (1909 — 1952)». Очерк. — Ижевск, библиотека газ. «Известия УР», 2009.
- «Иван Еремеев. (1909 — 1932)». Очерк. — Ижевск, библиотека газ. «Известия УР», 2009.
- «Алла Кузнецова. (1940 — 2003)». Очерк. — Ижевск, библиотека газ. «Известия УР», 2009.
- «Анатолий Петров. (1953 — 2000)». Очерк. — Ижевск, библиотека газ. «Известия УР», 2009.
- «Анна Колесникова. (1916 — 1947)». Очерк. — Ижевск, библиотека газ. «Известия УР», 2009.
- «Владимир Бубякин. (1929 — 1999)». Очерк. — Ижевск, библиотека газ. «Известия УР», 2009.
- «Владимир Романов. (1943 — 1989)». Очерк. — Ижевск, библиотека газ. «Известия УР», 2009.
- «Даниил Майоров. (1889 — 1923)». Очерк. — Ижевск, библиотека газ. «Известия УР», 2009.
- «Дмитрий Пригов. (1940 — 2007)». Очерк. — Ижевск, библиотека газ. «Известия УР», 2009.
- «Илларион Шкляев. (1879 — 1908)». Очерк. — Ижевск, библиотека газ. «Известия УР», 2009.
- «Илья Зорин. (1920 — 1975)». Очерк. — Ижевск, библиотека газ. «Известия УР», 2009.
- «Иннакей Кельда. (1902 — 1994)». Очерк. — Ижевск, библиотека газ. «Известия УР», 2009.
- «Макар Волков. (1903 — 1995)». Очерк. - Ижевск, библиотека газ. «Известия УР», 2009.
- «Максим Прокопьев. (1884 — 1919)». Очерк. — Ижевск, библиотека газ. «Известия УР», 2009.
- «Матвей Кельдов. (1900 — 1930)». Очерк. — Ижевск, библиотека газ. «Известия УР», 2009.
- «Михаил Ильин. (1876 — 1935)». Очерк. — Ижевск, библиотека газ. «Известия УР», 2009.
- «Михаил Покчи-Петров. (1930 — 1959)». Очерк. — Ижевск, библиотека газ. «Известия УР», 2009.
- «Никита Шагимарданов. (1943 — 2000)». )». Очерк. — Ижевск, библиотека газ. «Известия УР», 2009.   .
- «Николай Никифоров. (1954 — 2005)». Очерк. — Ижевск, библиотека газ. «Известия УР», 2009.
- «Прокопий Чайников. (1916 — 1954)». Очерк. — Ижевск, библиотека газ. «Известия УР», 2009.
- «Степанида Иванова. (1927 — 1981)»…
- «Современная литература народов России». Т. 1. Поэзия. Вячеслав Ар-Серги. стр. 44 – 48. Москва, «Пик», 2003  «Современная литература народов России». Т. 2. Проза. Вячеслав Ар-Серги. стр. 43 – 51. Москва, «Пик», 2003
- «Наше время» (Антология современной поэзии). Вячеслав Ар-Серги. стр.97 – 107. Москва, «Литературный фонд «Дорога жизни»», 2009
- «Наше время» (Антология современной прозы). Вячеслав Ар-Серги. . Москва, «Литературный фонд «Дорога жизни»», 2010
- «Литература Урала». Вячеслав Ар-Серги. стр. 352 – 360. Рассказ. Екатеринбург, «Магеллан», 2007.
- 2011 — «А вы и не спрашивали…». Эссе
- 2012 — «Вслушаться в себя…» (стихи, проза, интервью, статьи о творчестве)
- 2015 — «Кам вылын» (первая книга диптиха рассказов на удм. яз.)
- 2015 — «Нить» (вторая книга диптиха рассказов)
- «Прикоснуться к своим истокам…», очерк-диалог. Ижевск, Ижевский полиграфкомбинат, 2015. – 111 с.
- 2016 — «Звезда моя горит высоко…» (Диалоги с поэтом Дмитрием Мизгулиным)
- 2017 — «Кама-кылбур» (сборник стихов на удм. яз.)
- 2019 — «Перекрёстки», рассказы, киноповесть, эссе (рус.). Вступит.слово Ю.Соловьёва. Йошкар-Ола, ИД «Марийское книжное издательство», 2019 г.,  244 стр.
- "Вортча мадьес" ("Ворцинские сказы"), очерки на бесермянском языке. В соавторстве с Рафаилом Дюкиным. Ижевск, "Удмуртия", 2021 г., 140 стр.
- "АО "Путь Ильича" - точки роста. Якшурские беседы". Сборник очерков. Ижевск, Ижевский полиграфкомбинат, 2021 г.
- "С акцентом - моим...", Москва, изд-во "У Никитских ворот". Стихи. 2022 г., 144 стр.
- "Дорога на Шурдошур". Рассказы, эссе. Ижевск, издательство "Шелест", 2023 г.

## Цитаты
Вячеслав Ар-Серги — народный писатель Удмуртии. Не только по официальному статусу, по десяткам книг прозы и поэзии, по фундаментальной подготовленности в сфере фольклора, вынесенной из университета — он народный писатель по национальному складу, что в нынешние этнически-озабоченные времена является „проходным баллом“ для всякого пишущего, но у Ар-Серги достигает замечательной глубины, прозрачности и обдуманности.
— Лев Аннинский

Как любой автор, он очень неудобный человек, очень неспокойный человек. Доставляет много неудобств. Но он доставляет радость. Именно такие люди, как Ар-Серги, делают историю, они определяют историю.
— Энвиль Касимов

## Премии и награды
- Премия имени Флора Васильева (Удмуртия) (1991)
- Заслуженный работник культуры Удмуртской Республики (1998)
- Народный писатель Удмуртской Республики (2003)
- Медаль «В память 1000-летия Казани» (2007)
- Премия «Признание республики» (Удмуртия) (2009)
- Премия имени А. П. Чехова (2009)
- Лауреат Всероссийской литературной премии имени Антона Дельвига («Серебряный Дельвиг») (2013)
- Международная литературная премия «Югра» (2014)
- Премия Правительства Удмуртской Республики (2016)
- Лауреат Всеудмуртской национальной премии имени Эрика Батуева ("Удмурт Кенеш", 2020 г.)
- Почётный гражданин Завьяловского района Удмуртской Республики (от 21.10.2020, Приказ № 504)
- Лауреат Государственной премии Удмуртской Республики (Указ Главы УР от 23.10.2023 г., №265)
- Лауреат второго сезона Всероссийской литературной премии «Гипертекст» имени Александра Чаковского в номинации «Лучший перевод» — за авторский перевод с удмуртского языка книги «Дорога на Шурдошур» (2024)[12]